# Karen Cliche
Karen Cliche (ur. 22 lipca 1976 w Sept-Îles, Quebec, w Kanadzie) – kanadyjska aktorka telewizyjna i filmowa, modelka.
W dzieciństwie bardzo chętnie bawiła się w teatr. Po ukończeniu dwujęzycznej szkoły w Montrealu, zaczęła studiować psychologię na miejscowym uniwersytecie, lecz nigdy nie porzuciła marzeń o aktorstwie. Wieczorami chodziła na kursy aktorskie i gdy wypatrzyli ją na nich spece od reklamy, bez żalu opuściła uczelnię i została modelką.
Zbliżyła się do upragnionych występów przed kamerą. Zadebiutowała od razu w głównej roli Marshy w telewizyjnym serialu fantasy Misguided Angels (1999). Wybór gatunku był znamienny, bo – jak potem się okazało – najlepiej sprawdziła się w filmach i serialach pod znaku fantastyki i przygody, m.in. w trzech sezonach Pokolenia mutantów (Mutant X, 2003–2004) jako Lexa Pierce i Amatorach przygód (Adventure Inc., 2003) w roli Mackenzie Previn. Wystąpiła w drugoplanowej roli w horrorze Pakt z diabłem (Dorian, 2004). Na dużym ekranie pojawiła się po raz pierwszy jako kobieta w pociągu w filmie Tunel (Tunnel, 2000), gdzie główną rolę grał Daniel Baldwin.